# تشين ماجنوسون
تشيّن ماجنوسون (بالإنجليزية: Cheyne Magnusson)‏ هو متركمج أمريكي، ولد في 1984 في كاليفورنيا الجنوبية في الولايات المتحدة.